# Chalciporus piperatus
Bolet poivré
Espèce
Statut de conservation UICN

 LC  : Préoccupation mineure
Chalciporus piperatus, le Bolet poivré, auparavant Boletus piperatus, est une espèce de champignons du genre Chalciporus dans la famille des Boletaceae. Il est caractérisé par ses couleurs brunâtres et sa saveur poivrée.

## Taxonomie

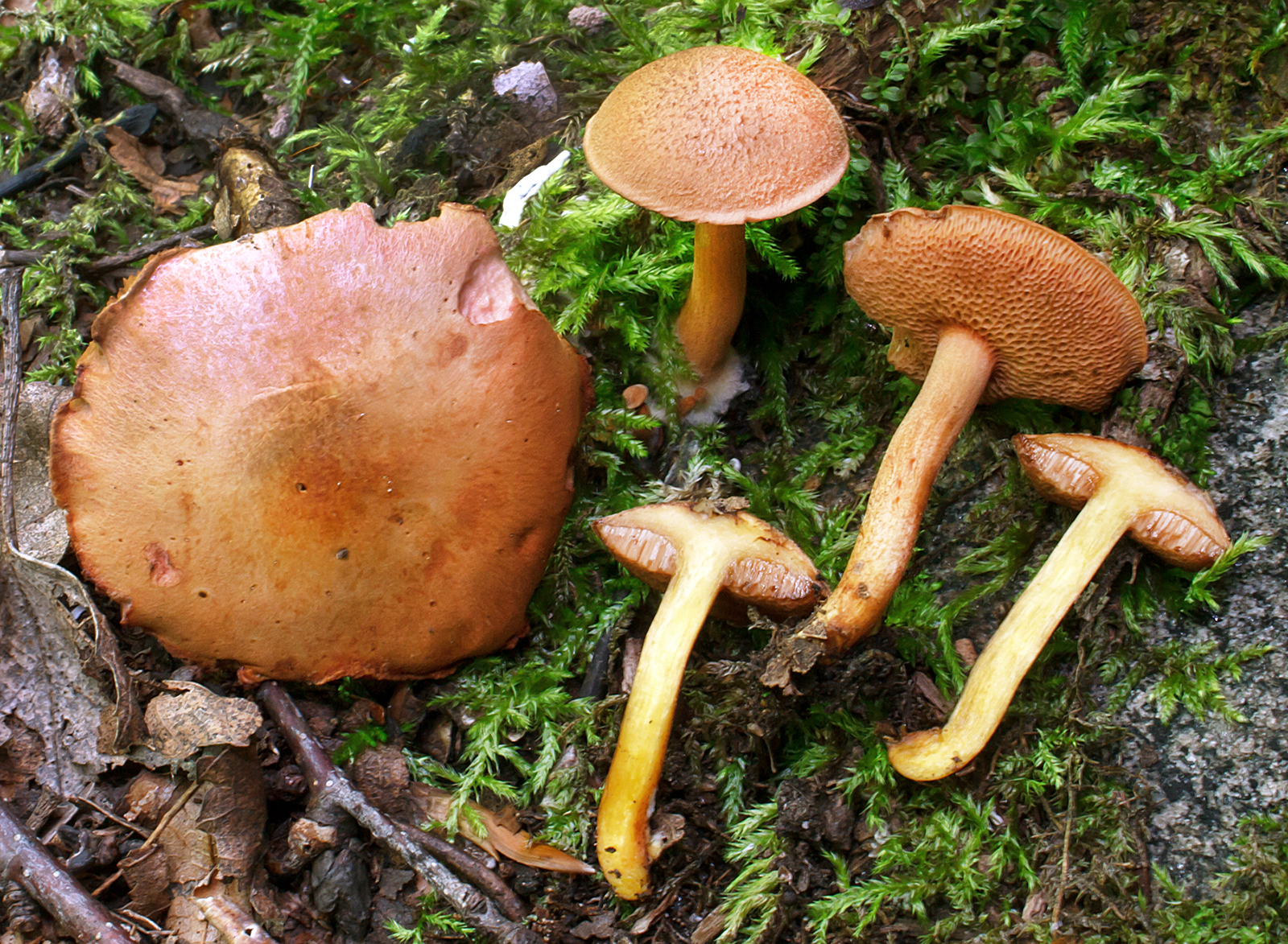
Collection de sporophores de C. piperatus.

Le nom correct complet (avec auteur) de ce taxon est Chalciporus piperatus (Bull.) Bataille.
L'espèce a été initialement classée dans le genre Boletus sous le basionyme Boletus piperatus Bull..

### Synonymes
Chalciporus piperatus a pour synonymes :
- Boletus amarellus Quél.
- Boletus ferruginatus Batsch, 1786
- Boletus fuligineospermus Britzelm., 1895
- Boletus hypochryseus Šutara
- Boletus piperatus var. amarellus (Quél.) E.-J.Gilbert
- Boletus piperatus var. amarellus Quél.
- Boletus piperatus var. squamosus Fr.
- Boletus piperatus Bull.
- Boletus piperatus Fr.
- Ceriomyces piperatus (Bull.) Murrill
- Chalciporus amarellus (Quél.) Bataille
- Chalciporus hypochryseus (Šutara) Courtec.
- Chalciporus piperatus var. amarellus (Quél.) Pilát & Dermek
- Chalciporus piperatus var. hypochryseus (Šutara) Klofac & Krisai
- Ixocomus amarellus (Quél.) E.-J.Gilbert
- Ixocomus piperatus (Bull.) Quél.
- Leccinum piperatum (Bull.) Gray
- Suillus amarellus (Quél.) Kuntze
- Suillus piperatus var. amarellus (Quél.) Singer
- Suillus piperatus (Bull.) Kuntze
- Suillus piperatus (Bull.) Poir.
- Suillus piperatus (Bull.) Singer
- Suillus piperatus (Fr.) O.Kunze
- Versipellis amarella (Quél.) Quél.
- Viscipellis piperata (Bull.) Quél.
- Xerocomus amarellus (Quél.) Quél.
- Xerocomus piperatus Anon.

### Phylogénie
Décrit par Pierre Bulliard en 1790 sous le nom de Boletus piperatus, il n'est que faiblement apparenté aux autres membres du genre Boletus et a été reclassé comme Chalciporus piperatus par Frédéric Bataille en 1908. Le genre Chalciporus était une lignée ramifiée précoce dans les Boletaceae et semble être apparenté aux bolets ayant des propriétés parasitaires. Auparavant considéré comme ectomycorhizien, C. piperatus est maintenant soupçonné d'être parasite d'Amanita muscaria.

### Étymologie
L'épithète spécifique piperatus fait réfèrence à sa saveur poivrée.

### Noms vulgaires et vernaculaires
Ce taxon porte en français le nom vernaculaire ou normalisé suivant : Bolet poivré,,.

## Description du sporophore
Les bolets sont des champignons dont l’hyménophore, constitué de tubes et terminés par des pores, se sépare facilement de la chair du chapeau. Ce chapeau d'abord rond, recouvert d'une cuticule, devient convexe à mesure qu’il vieillit. Ils ont un pied (stipe) central assez épais et une chair compacte. Les caractéristiques morphologiques de C. piperatus sont les suivantes :
Son chapeau est pulviné, d'un diamètre de 1,5 à 6 cm, il est convexe et devient avec l'âge subétalé. Habituellement sec (il peut aussi être viscidule), glabre ou presque, il présente divers tons de brun-jaune ou de brun-rouge, avec une marge unie. Sa chair est jaune pâle, devenant un peu plus foncée à la coupe. Son odeur est indistincte mais sa saveur poivrée est bien perceptible.
L'hyménophore présente des tubes brun-rouille ou brun-rougeâtre, immuables ou brunissant un peu au froissement. Les pores sont un peu anguleux et parfois radiants depuis le pied, petits à larges, mesurant 0,5–2 mm de largeur. La sporée est brun rouille. La couche de tubes est concolore à la face poroïde, mesurant 0,3–1 cm de longueur.
Son stipe mesure 3 à 8 sur 0,4 à 1 cm. Il est égal à atténué vers la base, plein, glabre ou un peu velouté, brun-rouge sur fond jaune, souvent couvert de mycélium jaune à la base. Le voile partiel est absent.
La chair est ferme, un peu spongieuse avec l'âge, crème dans le chapeau et jaune vif à la base du pied. Sa saveur est nettement poivrée et son odeur est faible.

### Réactions chimiques
- brun rougeâtre foncé au KOH ou NH4OH; vert grisâtre pâle au FeSO4 sur la cuticule
- gris-violet au KOH ou NH4OH; vert grisâtre pâle au FeSO4 sur la chair

### Caractéristiques microscopiques
Ses spores sont elliptiques, lisses, jaunâtres, mesurant 8,5-11,5 x 3,5-5 µm.

## Galerie

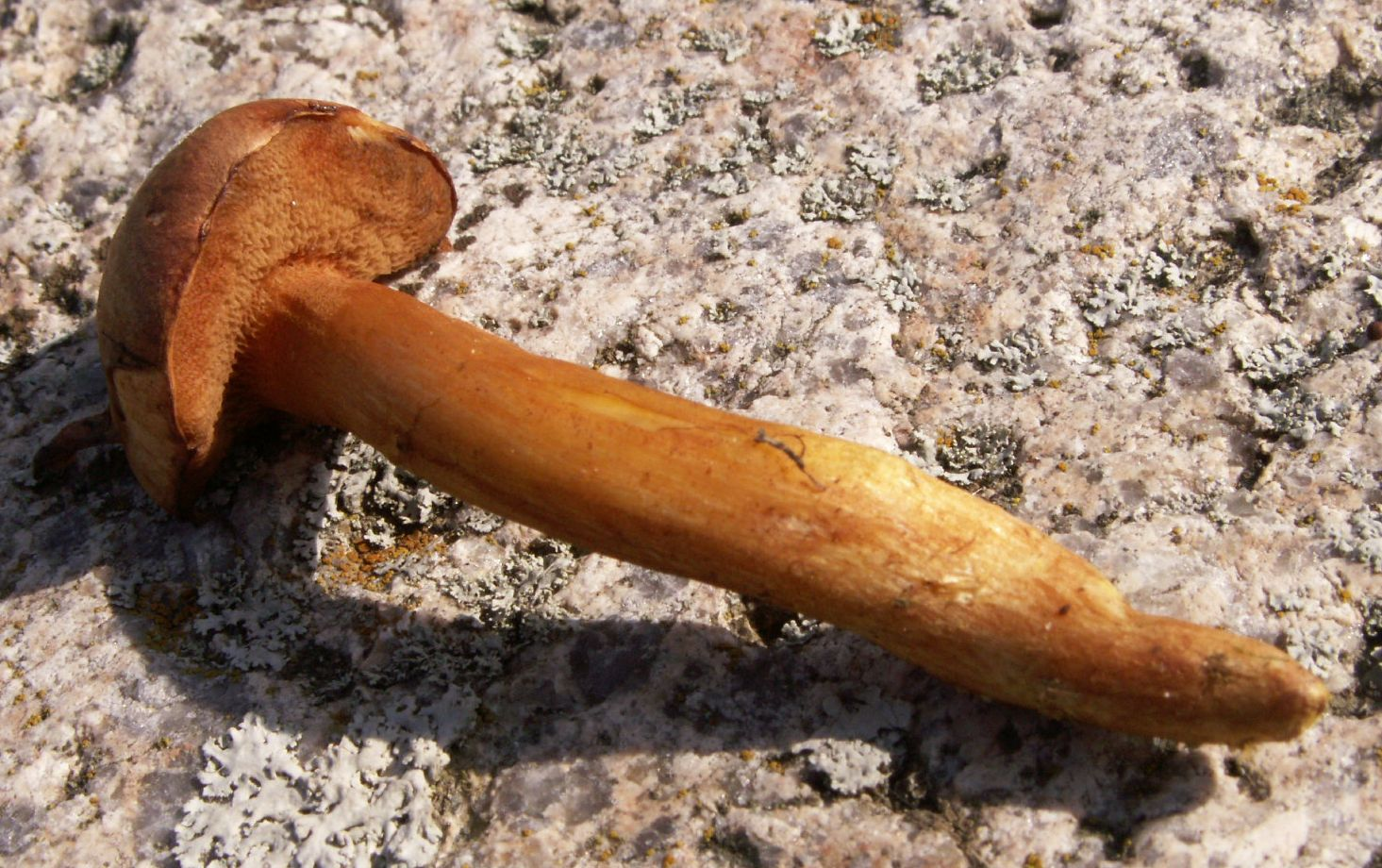
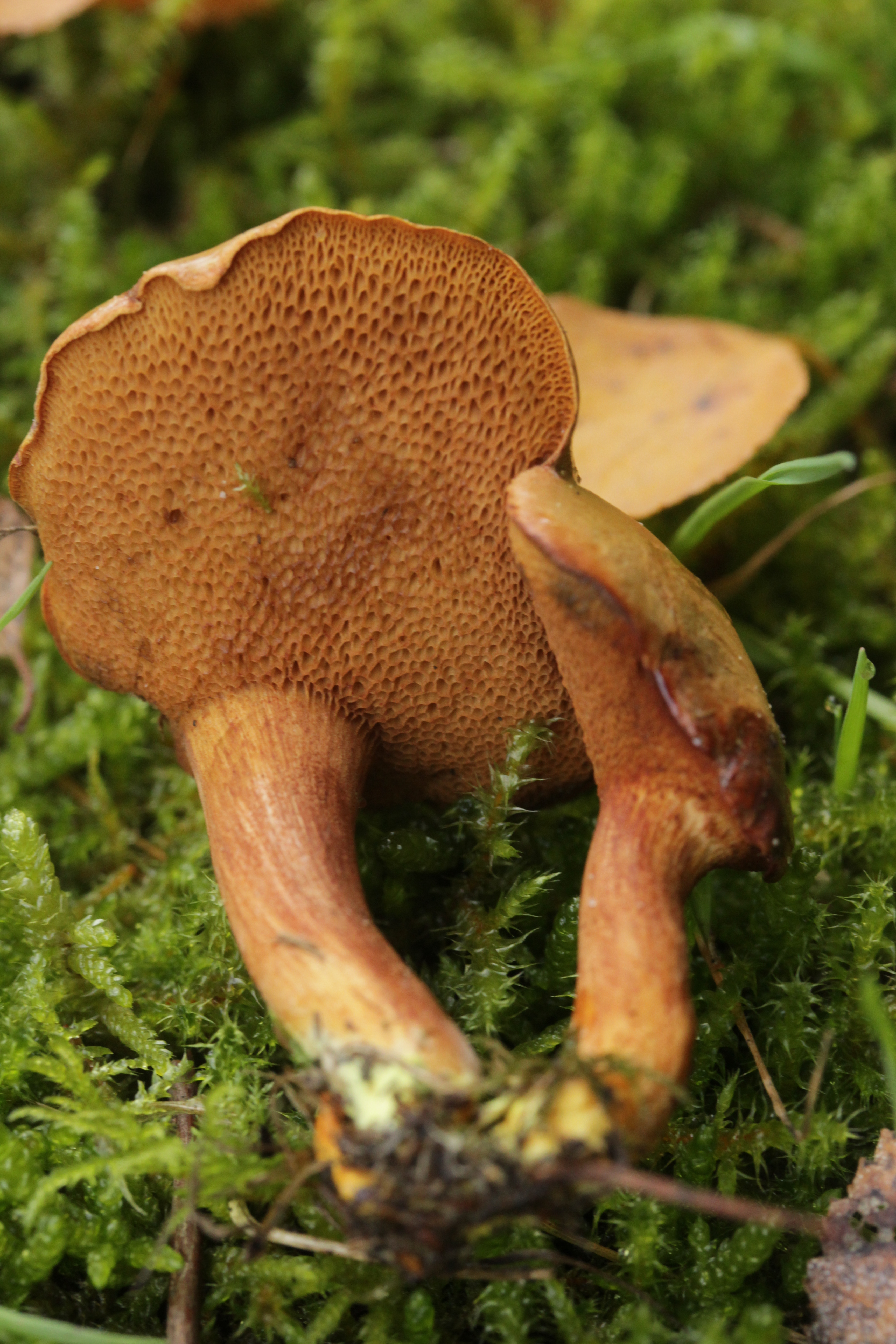
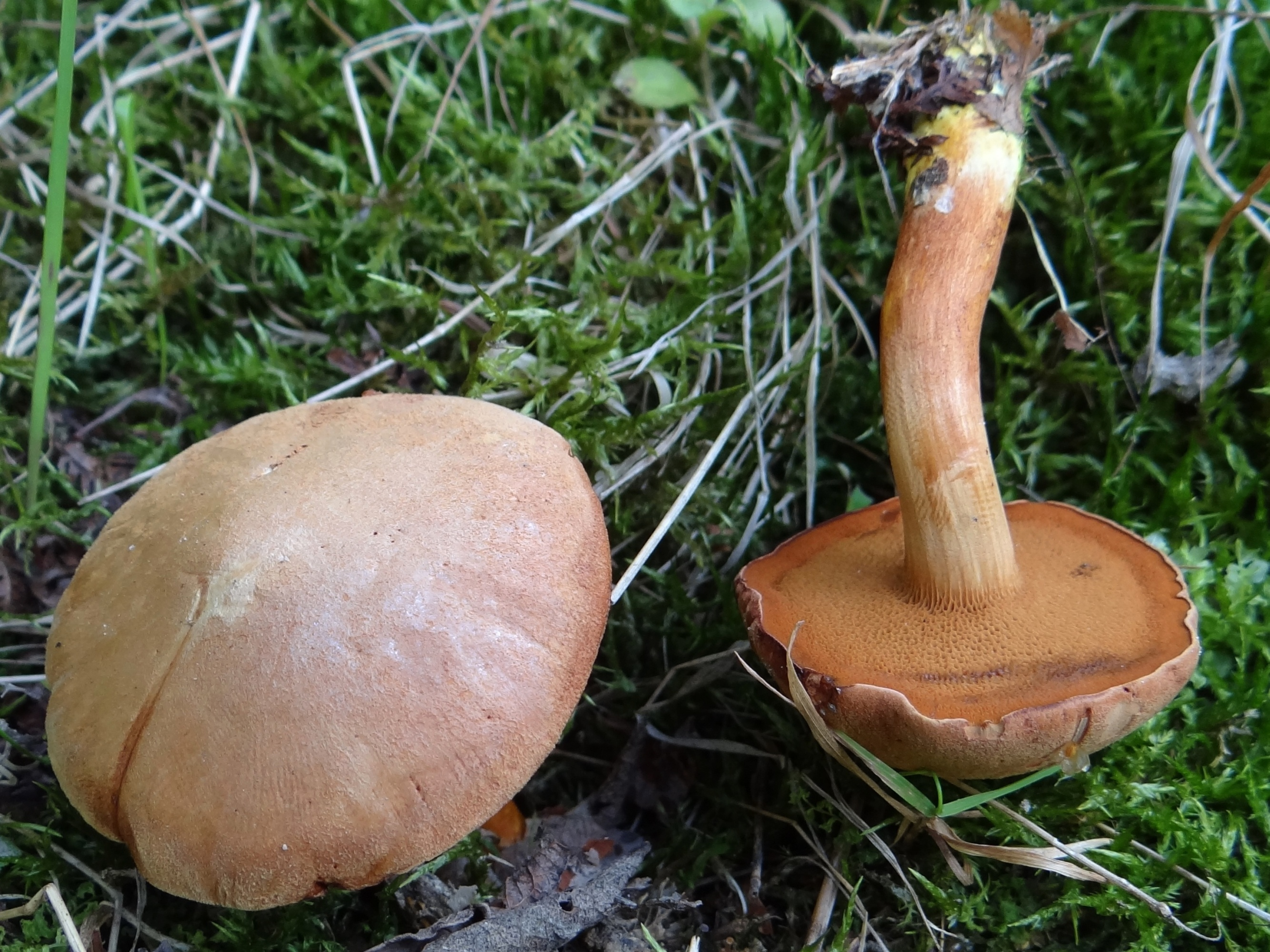
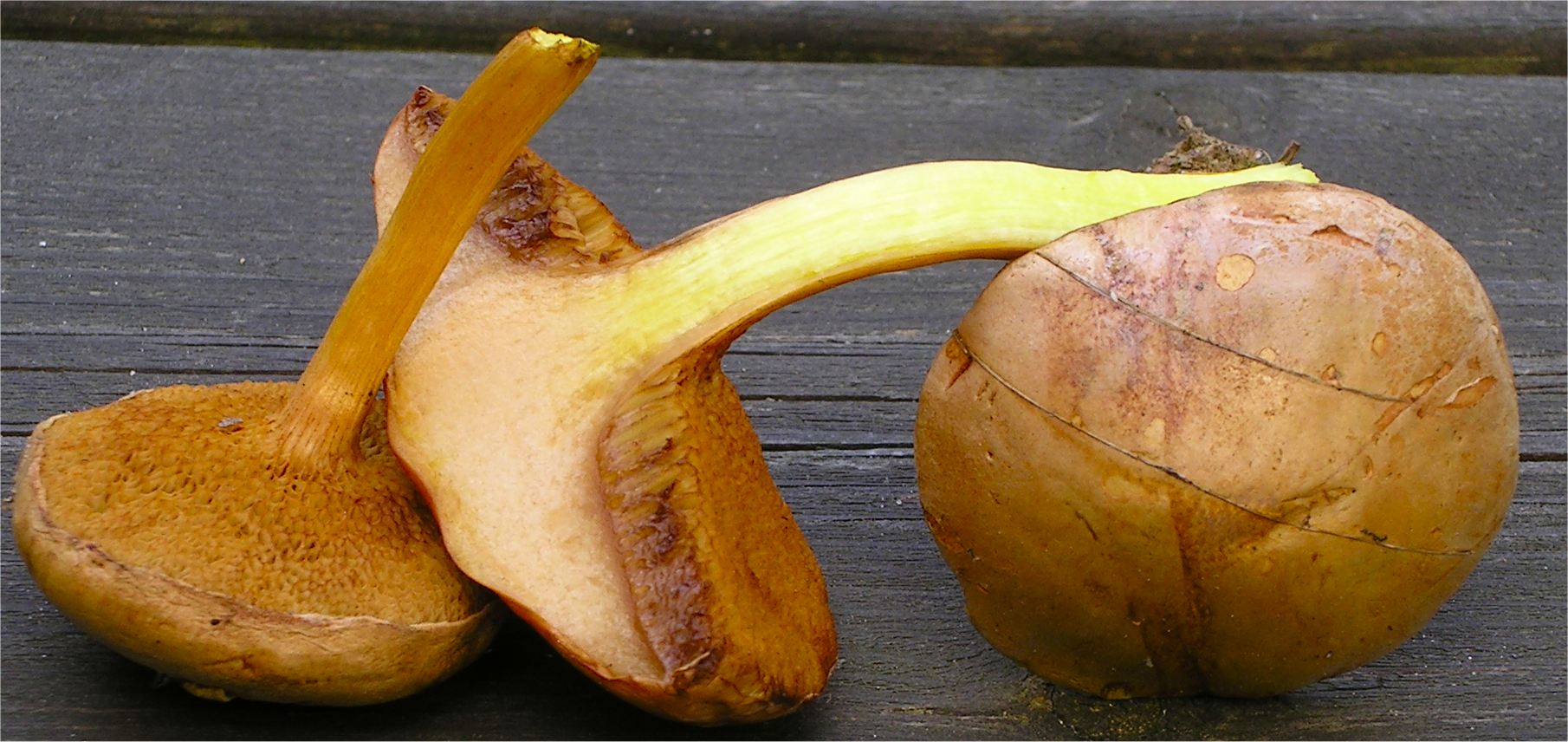
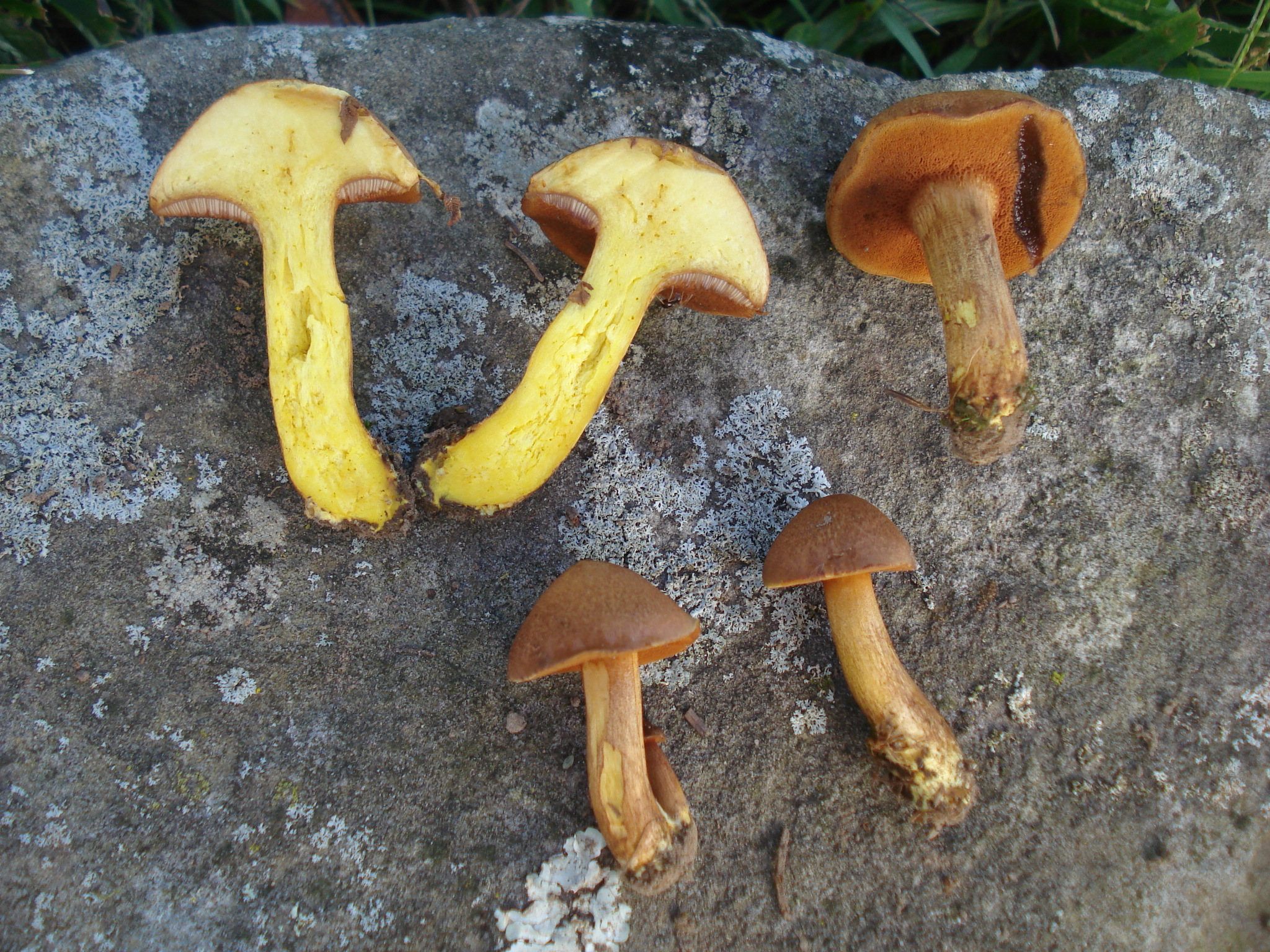
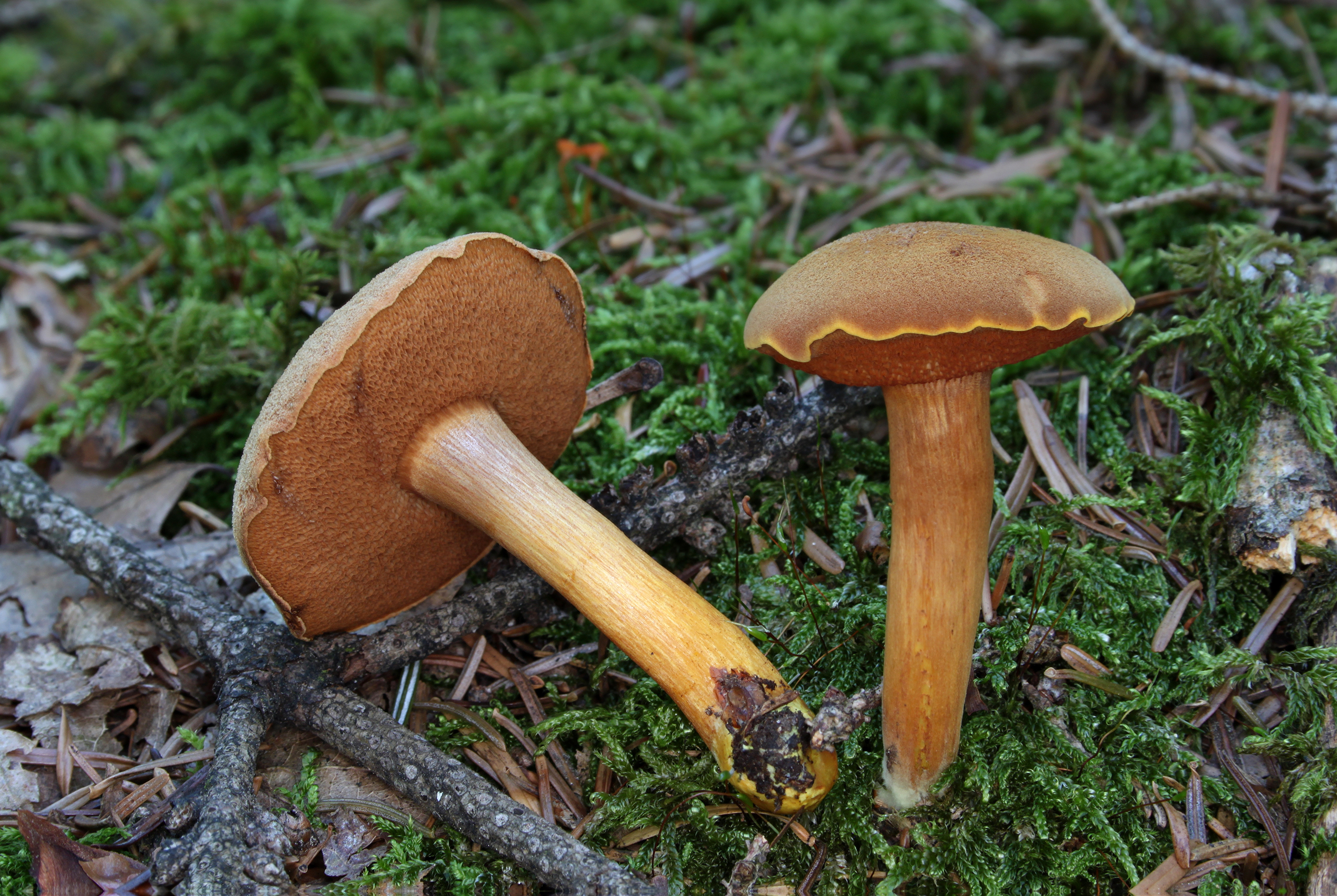
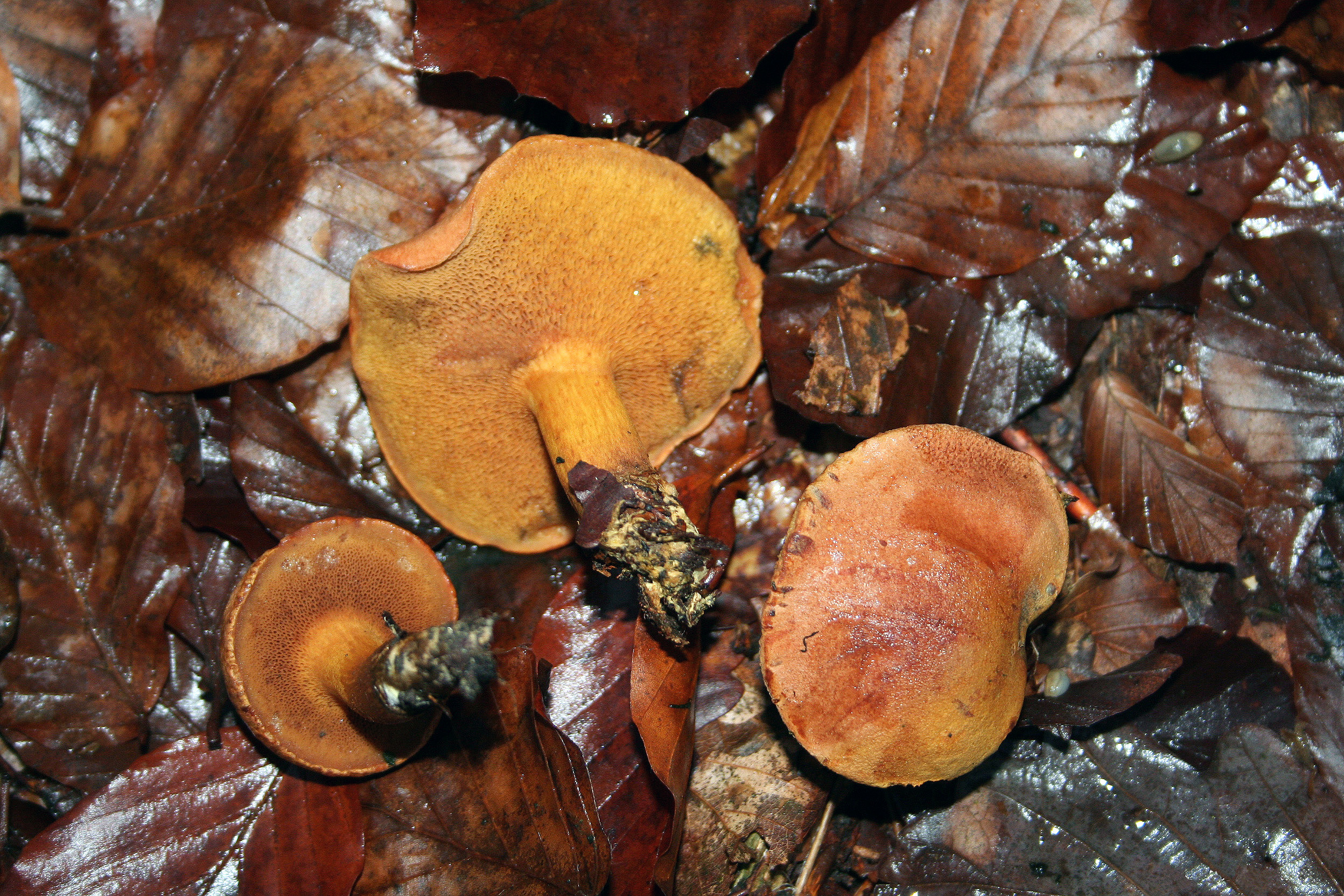
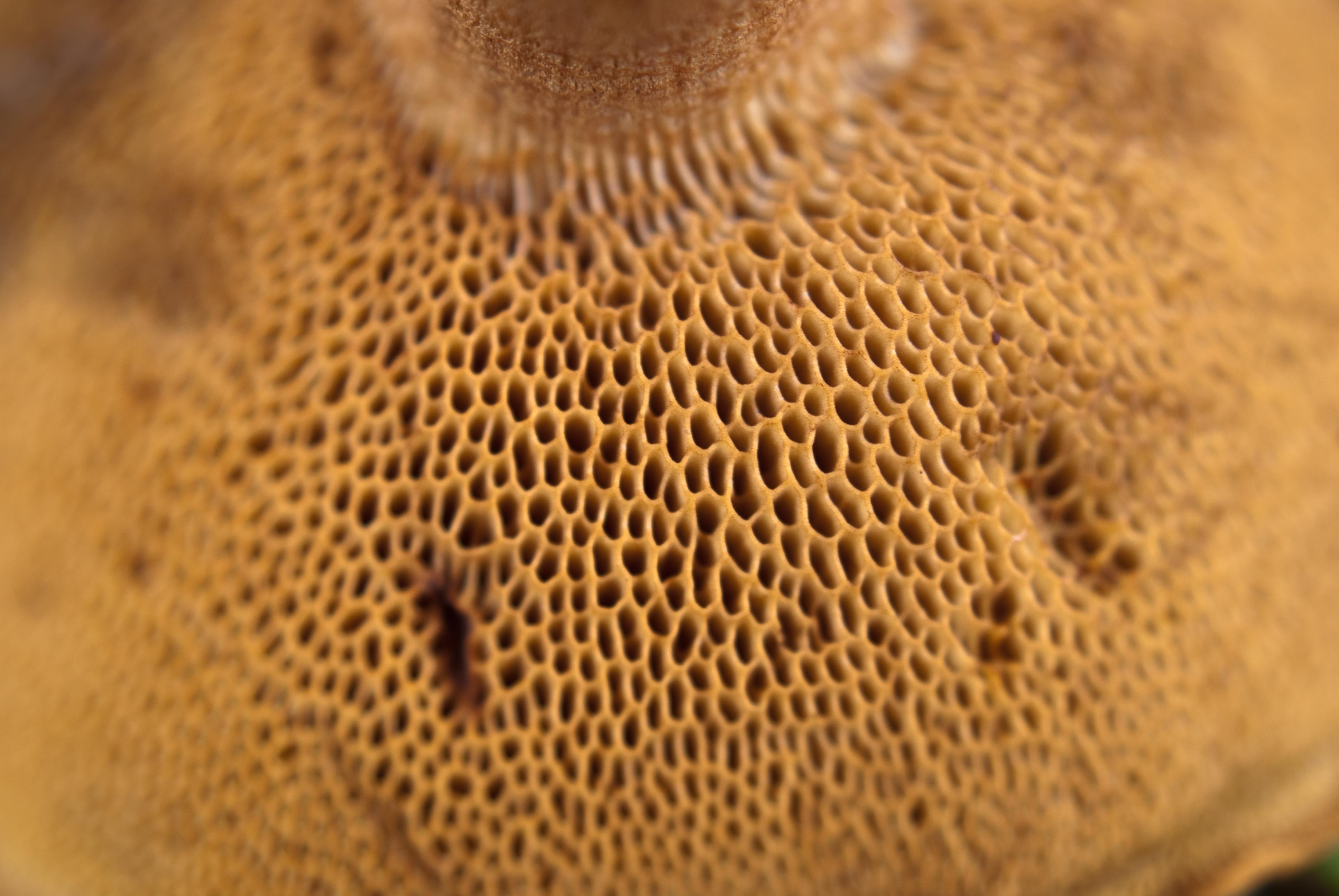
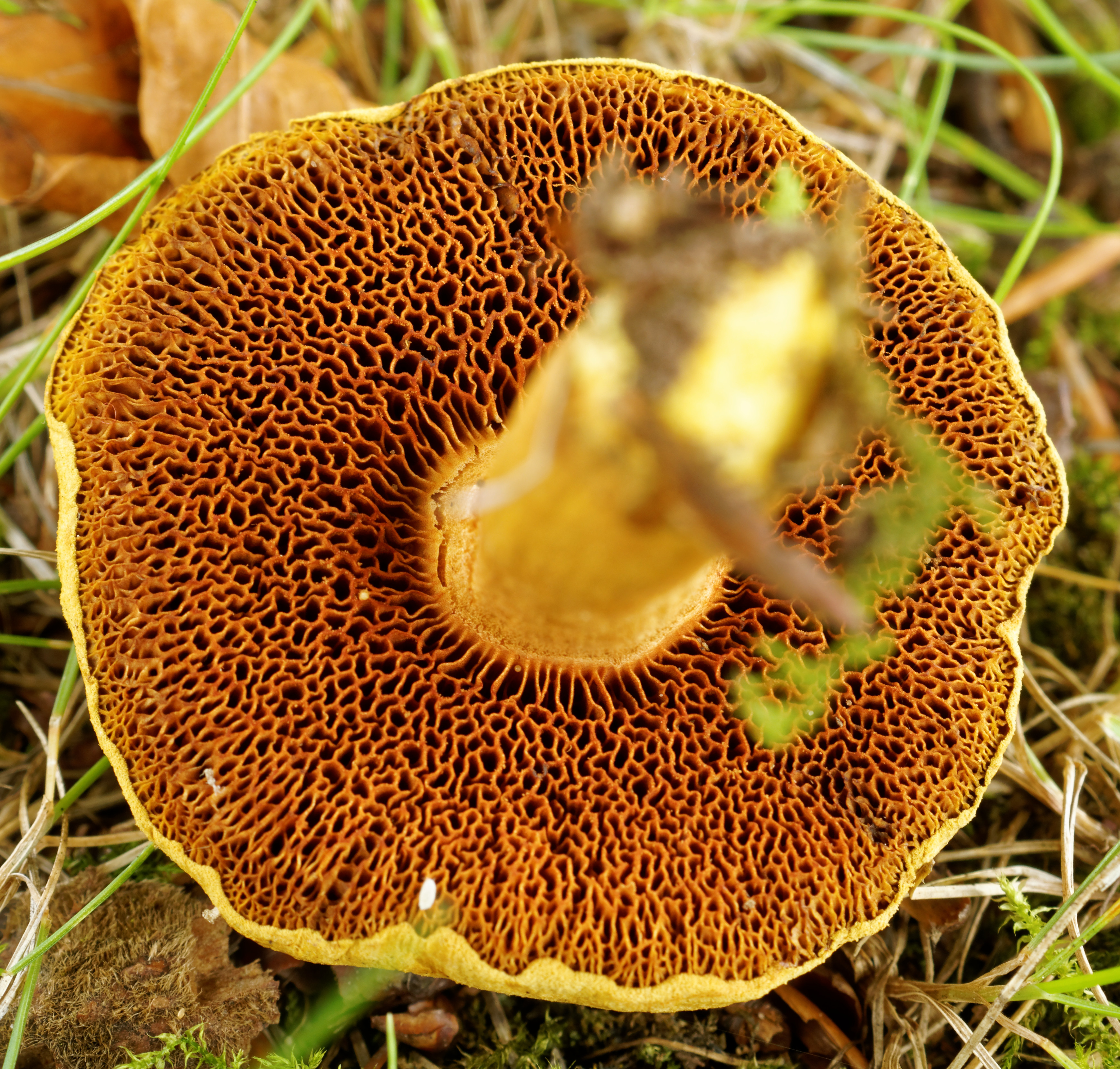

## Variétés et formes
- Chalciporus piperatus var. hypochryseus, se distingue par ses pores restants jaune vif[5], jusqu'à très récemment considéré comme une espèce distincte avant que l'analyse moléculaire ne révèle qu'il s'agit d'une variété de piperatus[6].

## Habitat et distribution
Présent dans tout l'hémisphère nord, on le trouve en Europe sous divers feuillus et conifères, et au Canada souvent dans les plantations d'épinettes: il est très commun.
Chalciporus piperatus s'est également propagé dans la forêt indigène dans le nord de la Tasmanie, associé avec les eucalyptus dits Myrtle Beech (Nothofagus cunninghamii).
Dans l'hémisphère nord, il pousse de juillet à début octobre.

## Comestibilité
Peu recommandé pour sa forte saveur poivrée, il peut toutefois servir de condiment en brunoise, ou encore lorsqu'il est séché et réduit en poudre. Dans l'ensemble, il peut être considéré comme sans intérêt alimentaire .

## Confusions possibles
- Le Bolet faux-poivré (Chalciporus pseudopiperatus) qui a des tubes et des pores jaunes dans la jeunesse, plus au moins bleuissants à la pression. C'est une espèce cryptique pour laquelle l'identification certaine nécessite un séquençage ADN[4],[10]. Sans intérêt alimentaire.